# کریس باری
 کریس باری (انگلیسی: Chris Barrie؛ زادهٔ ۲۸ مارس ۱۹۶۰) یک هنرپیشه اهل بریتانیا است. وی از سال ۱۹۸۳ میلادی تاکنون مشغول فعالیت بوده‌است.
از فیلم‌ها یا برنامه‌های تلویزیونی که وی در آن نقش داشته است می‌توان به لارا کرافت: مهاجم مقبره اشاره کرد.